# Васа Богојевић
Васа Богојевић (Тетово, 2. јануар 1860 — Скопље, 24. март 1939) био је српски политичар, национални борац и сенатор Краљевине Југославије.

## Биографија
Васа Богојевић рођен 2. јануара 1860. у Тетову. Основну школу свршио је у родном месту и "Старинску богословију" професора Милојевића у Београду. По објави српско турског рата 1876. Богојевић је због прогањања Срба овим крајевима напустио Тетово и преселио се у Солун, где је продужио школовање. После 4 године вратио се у Тетово и ступио у трговину свога оца. Дуго година до ослобођења био је председник српско црквене општине а више пута биран за члана градске управе и члана вилајетске скупштине у Скопљу.
Године 1887. Богојевић је са неколико другова био изабран за делегата у епархији скопској са задатком да оде у Цариград и од цариградске патријаршије тражи да се за митрополита српског постави Србин. У томе је и успео, али је за време боравка у Цариграду био ухапшен као вођа побуњеничке делегације и осуђен на смрт. Само захваљујући интервенцији тадашњег српског посланика др. Владана Ђорђевића, црногорског посланика Бакића и руског амбасадора он је био ослобођен.
После ослобођења Богојевић је постављен за првог члана, а затим изабран за председника општине на коме положају је остао све до евакуације.
После светског рата први пут је изабран за народног посланика у привременом народном представништву, затим је био обласни посланик, председник обласног одбора скопске области, а после формирања бановине и бански већник. Изабран је за сенатора 1932. године и у Сенату је остао све до 1938.